# Belgiens historie
Belgiens historie  som en stat begynder med den belgiske revolution i 1830. Indtil da var området kendt som de sydlige Nederlande. Navnet stammer fra den keltiske stamme Belgae, der i romersk tid beboede området mellem Rhinen og Seine.

## Romersk tid
Cæsar indlemmede området 57-50 f.Kr. efter meget hårde kampe (»Belgerne er de tapreste af alle gallere«, skriver Cæsar). Provinsen blev til Gallia Belgica, Rhinen blev gjort til statsgrænse, og belgerne blev efterhånden romaniserede. Navnene på de to provinser, der oprettedes mellem Rhinen og havet, Belgica secunda mod vest og Germania inferior mod øst, vidner dog om både keltisk og germansk befolkning. Landet var tæt befolket i romertiden, og allerede dengang spillede tekstilindustrien en stor rolle med eksport af produkter helt til Italien. Romaniseringen blev først fuldført gennem kristendommen, der blev indført i slutningen af det 3. og i 4. århundrede.

## Middelalder
På samme tid begyndte franker og alemanner at trænge ind, da Romerriget var svækket. Frankerne koloniserede det nordlige og vestlige område (hvor der nu tales nederlandsk), mens de romaniserede keltere forblev i det sydlige (hvor der nu tales fransk). Den første frankerkonge, Chlogio, erobrede landet indtil Somme, og herfra udbredte frankerkongen Klodevig 1. (481-511) sit herredømme over hele Gallien. Ved frankerrigets deling i 843, fik Frankrig landet vest for Schelde (Flandern), mens landet mellem Schelde og Rhinen først tilfaldt Lothars Rige og senere (870) kom under det Tysk-Romerske Rige.
Ved feudale arvedelinger opløstes disse lande snart i småstater under tysk og fransk lenshøjhed. Fællesbetegnelsen Nederlandene blev brugt fra det 11. århundrede. Navnet betyder enten landene ved Rhinens, Maas' og Scheldes nedre løb eller de lave lande. Det omfattede bl.a. hertugdømmerne Brabant og Limburg, grevskaberne Flandern, Hennegau, Namur og Luxembourg og bispedømmet Liège.
Skønt disse Nederlande meget ofte var i krig enten indbyrdes eller med Frankrig, udviklede der sig især i Flandern en række byer (Gent, Ieper, Brugge, Kortrijk med flere), som havde livlig industri, handel og et selvbevidst borgerskab, der forstod at hævde sig over for lensherrerne. Klædevævning var den vigtigste industri, uld blev indført fra England, og handelen blev blomstrende. For at forsvare sig mod Frankrigs erobringslyst sluttede de flamske borgere under Artevelde et forbund med Edvard 3. af England i 1340.
I slutningen af det 14. århundrede og i begyndelsen af det 15. erhvervede hertugen af Burgund ved arv, giftermål, køb og overenskomster efterhånden alle Nederlandene, og Filip den Gode og Karl den Dristige søgte at svejse dem sammen til en mægtig stat mellem Frankrig og Tyskland, hvilket førte til blodige stridigheder med de store byer, som opretholdt deres uafhængighed.

## Habsburgsk overtagelse og frihedskrig
I 1482 gik Nederlandene ved arv over til huset Habsburg. Under Karl 5. stod Nederlandene på deres højdepunkt i industriel og kommerciel blomstring, men han fortsatte burgundernes centraliseringspolitik og fik i 1548 Nederlandene anerkendt som en særlig kreds inden for det Tyske Rige. Filip 2.s tyranniske regering fremkaldte snart efter den nederlandske frihedskrig, der førte til de nordlige provinsers løsrivelse, mens de sydlige provinser forblev under Huset Habsburg og katolicismen. Efter at have vundet vallonerne for den spanske sag ved at benytte sig af deres skinsyge mod de flamske byers overvægt, erobrede Alexander Farnese Ieper, Mechelen, Gent, Bryssel og til sidst også Antwerpen i 1585.
Denne undertvingelse – og adskillelsen fra de nordlige Nederlande – gav økonomien et ubodeligt knæk. Tusinder af de dygtigste indbyggere, ofte protestantiske borgere fra byerne, flygtede for inkvisitionen til Holland eller England. Græsset groede i Brugges og Gents gader, og Antwerpens blomstrende handel blev blokeret af nederlænderne, der beherskede Scheldes mundinger og ved den westfalske Fred i 1648 fik ret til at lukke Schelde for alle skibe.

## De spanske og østrigske Nederlande
Mellem 1598 og 1633 nød de sydlige Nederlande en slags formel uafhængighed under Filip 2.s datter Isabella og hendes gemal, ærkehertug Albrecht, men da Isabella døde barnløs, vendte de provinserne tilbage til Spanien og var som de Spanske Nederlande en provins af dette rige.
I krigene mellem Frankrig og Spanien i det 17. århundrede var området hele tiden krigsskueplads, og ved Pyrenæerfreden (1659), freden i Aachen (1668) og freden i Nijmegen (1679) måtte man afstå en del af de Spanske Nederlande til Frankrig, bl.a. Artesien (med Calais) og det sydlige Flandern omkring Lille. Disse provinser blev kun delvis givet tilbage ved freden i Rijswick i 1697. Også den spanske arvefølgekrig blev hovedsagelig udkæmpet på belgisk grund, og ved freden i Utrecht (1713) blev Belgien skilt fra Spanien og kom under Østrig, nu som de Østrigske Nederlande.
Landet var så svagt og udpint og frygten for Frankrig så stor, at de nordlige Nederlande fik ret til at holde garnisoner i de vigtigste fæstninger langs den franske grænse, samtidig fik man bekræftet retten til at lukke Schelde for skibsfart. Antwerpen og de sydlige Nederlande var således stadig lukket ude fra havet, og forsøg på at gøre Oostende til en stor havneby mislykkedes totalt på grund af hollændernes og englændernes fjendtlige holdning. Til trods for modgang og underkuelse forstod byerne dog at fastholde deres lokale rettigheder, og de modsatte sig især skatter uden stændernes samtykke. Den kejserlige guvernør, Marquis de Prié, havde kun ringe held i sine forsøg på at regere Nederlandene som en østrigsk provins, skønt han i 1720 lod en af de ledende borgere i Bryssel henrette, Frans Anneesens, der senere, i 1800-tallet, blev mindet som en belgisk martyr.
I den østrigske arvefølgekrig led området atter under fransk erobring. Men efter Freden i Aachen, der gav Belgien tilbage til Østrig, nød landet en fredelig periode med økonomisk udvikling. Det blev yderligere begunstiget af den fornuftige administration, som den »gode guvernør«, Karl af Lothringen (Maria Theresias svoger), udøvede. Selv om Schelde stadig var lukket, lykkedes det ham ved forbedring af kanalsystemet at fremme handelen, og han modarbejdede også den katolske kirkes verdslige indflydelse, grundlagde mange skoler og oprettede Videnskabernes Akademi i 1772. Maria Theresias Søn, Josef 2., tvang de nordlige Nederlande til at opgive deres garnisoner i grænsebyerne, men søgte forgæves at få Scheldespærringen ophævet. Derimod fremkaldte hans forsøg på at afskaffe de gamle, lokale privilegier og indføre religiøse reformer (religionsfrihed m. m.) en voldsom modstand, der endte med oprør. I 1788 nægtede stænderne i Hainaut og Brabant at bevilge de årlige skatter til kronen, hvilket landskabslovene (les joyeuses entrées) gav dem ret til. Kejseren sendte tropper ind i Hainaut og Brabant og erklærede alle friheder såvel som stænderforsamlingerne for ophævet. Mange oprørske borgere flygtede til de nordlige Nederlande, hvor de organiserede sig, og i 1789 vendte oprørerne tilbage, slog en Østrigsk hær ved Turnhout og fordrev de østrigske tropper fra størstedelen af Belgien.
Den 10. januar 1790 erklærede de forsamlede stænder fra Brabant, Flandern, Hainaut, Namur og Geldern provinserne for uafhængige under navnet De forenede belgiske stater (Etats belgiques unis). Frihedskæmperne spaltede sig hurtigt i to partier, af hvilke det ene, ledet af van der Noot, ville beholde de gamle landskabsforfatninger, hvorimod det andet, som lededes af Vonck, havde sympati for den franske revolution og ville afskaffe alle gamle privilegier og indføre en ny grundlov. Derfor var det let for Kejser Leopold 2., Josef 2.s efterfølger, at nedkæmpe modstanden allerede samme år.

## Under Napoleon
Krigen mellem Frankrig og Østrig gjorde atter Belgien til en slagmark, og efter sejren ved Jemappes den (6. november 1792) blev hele området besat af franskmændene. Året efter drev østrigerne dem ud igen, men i 1794 generobrede Franskmændene området efter Slaget ved Fleurus (26. juni 1794). Af had til østrigerne modtog indbyggerne til dels franskmændene som befriere, selv om de plyndrede og udsugede landet, hvor der endda indtrådte hungersnød i vinteren 1794. Først under konsulatet blev forholdene bedre. Ved Freden i Campo Formio (1797) og i Luneville (1801) bekræftede Østrig afståelsen af de sydlige Nederlande. Området blev under republikken og kejserdømmet indlemmet i Frankrig, provinserne blev opløst og geninddelt i 9 departementer under franske love. Det franske herredømme bidrog til at fremme centraliseringen og svække den provinsernes gamle selvstændighed. Kejserrigets fald i 1814 blev af borgerne opfattet som slutning på en stor uretfærdighed.

## Kongeriget Nederlandene
Efter Freden i Paris (30. maj 1814) stod de sydlige Nederlande i nogle måneder under en østrigsk guvernør, men blev snart efter forenet med de nordlige Nederlande til Kongeriget Nederlandene under Vilhelm l., prinsen af Oranien. Det ny kongeriges grænser fastsattes på Wienerkongressen (31. maj 1815). Det svarede til det senere Benelux-område. Den nederlandske kong Vilhelm blev medlem af det Tyske Forbund i kraft af sin stilling som overhoved for Limburg og Luxemburg. Liège og nogle distrikter ved Maas blev igen forenet med Nederlandene, og ved sydgrænsen indlemmedes nogle tidligere franske distrikter med fæstningerne Philipville, Marienburg og hertugdømmet Bouillon. Den ny forfatning blev proklameret den 24. august 1815.
Foreningen af de sydlige og nordlige Nederlande i én stat blev etableret på Englands foranledning for at skabe et bolværk mod Frankrig, men det viste sig snart, at de sproglige, religiøse og historiske modsætninger var for store til at blive glemt. Regeringen gjorde nederlandsk til det officielle sprog og skolesprog i de flamsktalende områder, hvor elitens sprog allerede længe havde været fransk. Hensigten var at knytte flamlænderne, hvis sprog er nederlandsk, nærmere til riget, men resultatet blev det modsatte. Under disse forhold sluttede katolikker og de liberale i Belgien sig sammen i fælles had til den nederlandske kongemagt. Utilfredsheden voksede stadig, skønt Belgien nød godt af foreningen med Nederland, navnlig ved at den nederlandske handel åbnede et stort marked for den belgiske industri, som derfor blomstrede stærkt op, samtidig med at åbningen af sejladsen på Schelde atter gjorde Antwerpen til en betydelig handelsby. Den katolsk-liberale Union, dannet 1828, agiterede voldsomt for en særlig administration for de sydlige Nederlande (Belgien).

## Revolution
Julirevolutionen i Paris ophidsede folk i Bryssel, der på den tid var et tilflugtssted for revolutionære fra alle lande. Den 25. august 1830 opførtes på teatret i Bryssel operaen La muette de Portici (Den stumme i Portici), og dette revolutionsdrama smittede tilhørerne, som udbrød i anti-nederlandske demonstrationer. Lignende begivenheder fandt omtrent samtidig sted i de fleste andre store, belgiske byer. Den 19. september udbrød nye uroligheder i Bryssel. Den 10. november åbnedes den belgiske Nationalkongres, og den kom snart til tre afgørelser: 1) Belgiens uafhængighed, 2) Oprettelse af et konstitutionelt, arveligt monarki samt 3) bestandig udelukkelse af den nederlandske kongeslægt Oranien-Nassau.
Den 4. juni 1831 blev Prins Leopold af Sachsen-Coburg valgt af den belgiske Nationalkongres til konge af Belgien på betingelse af, at han ville overholde forfatningen og sværge at opretholde den nationale uafhængighed og integritet. Dette valg passede både England og Frankrig, der havde gavn af en stødpudezone, og Leopold tog imod det efter at have sikret sig stormagternes støtte i ordningen af forholdet til Nederlandene. Den 17. juli 1831 holdt Leopold 1. sit indtog i Bruxelles, hvor han blev kronet Den 21. Juli 1831. Denne dato fejres i dag som Belgiens nationaldag.

## Efter anden verdenskrig
I nyere tid har Belgiens historie været præget af stridighederne mellem wallonere og flamlændere, som blandt andet gav anledning til den såkaldte vaffeljernspolitik i en årrække, og siden til en statsreform, der ændrede landet til en forbundsstat. 